# Slaba nuklearna sila
Slaba nuklearna sila, slaba sila ili slabo međudjelovanje je temeljno međudjelovanje (fundamentalna interakcija) između kvarkova i leptona, jedna od četiriju temeljnih sila, uvedena pri pokušajima objašnjenja β-komponente prirodne radioaktivnosti. Ključni korak za objašnjenje temeljne slabe sile bilo je uvođenje neutrina (1932.), s pomoću kojega je E. Fermi postavio svoju teoriju β-raspada (1934.). Na osnovi slabe sile, koja "pretvara" neutrone u protone i omogućuje nuklearnu fuziju četiriju vodikovih atomskih jezgri u jezgru helija, došlo se do spoznaje procesa koji se odvija u Suncu i kojim se objašnjava podrijetlo energije Sunca: nuklearnim fuzijom kilogram vodika u nešto manje od kilogram helija oslobađa se energija od 6 × 1014 J. 
Ključno je za slabo međudjelovanje bilo otkriće narušenja prostorne parnosti (1956.) i vremenske mikroobrativosti (CP-simetrija), čega nije bilo kod prije istraženog elektromagnetskog i jakoga međudjelovanja (jake nuklearne sile). Prijenosnik slabog međudjelovanja masivni je W bozon (80 GeV), koji se u raspadima elementarnih čestica ponaša kao nabijena slaba električna struja, i masivni Z bozon (91 GeV), pridružen neutralnim slabim strujama. Struktura neutralnih slabih struja bila je ključna za potvrdu elektroslabe teorije, ujedinjenja elektromagnetizma i slabog međudjelovanja kao poopćenja dotadašnjega ujedinjenja elektriciteta i magnetizma. Pritom su uvedeni naboji slabog međudjelovanja, slabi izospin i slabi hipernaboj, pridijeljeni kvarkovima i leptonima koji sudjeluju u slabim međudjelovanjima. Slabo međudjelovanje odlikuje se promjenama kvantnih brojeva okusa, unutar obitelji ili između obitelji kvarkova.

## Objašnjenje
Slabu nuklearnu silu je najteže objasniti od svih temeljnih sila zbog toga što se ona najmanje uklapa u definiciju sile. Jaku nuklearnu silu moguće je zamisliti kao privlačnu silu između kvarkova, ali pojmovi "privlačna" i "odbojna" zapravo ne odgovaraju pri opisu slabe nuklearne sile. Razlog tomu je što slaba nuklearna sila zapravo mijenja subatomske čestice iz jedne vrste u drugu, unutar iste generacije ili između generacija. Stoga je slaba nuklearna sila razlog grupiranja kvarkova i leptona u generacije. Dakle, nju osjećaju i kvarkovi i leptoni, a ne samo jedna vrsta čestica. Jaka nuklearna sila je jedina od temeljnih sila čije djelovanje osjeća samo jedna vrsta čestica. 
Ako se dva leptona nađu u dometu slabe sile, tada je za njih moguće da prijeđu iz jedne vrste u drugu vrstu leptona, ali samo unutar iste generacije. Na primjer, elektron se može promijeniti u elektronski neutrino i obrnuto, ali elektron ne može prijeći u mionski neutrino ili u mion. Dakle, slaba sila može djelovati na leptone samo unutar iste generacije, ali ne i između generacija.
Kada su u pitanju kvarkovi, stvari su malo složenije. Slaba nuklearna sila može promijeniti jedan kvark u drugi, unutar iste generacije, ali i između generacija kvarkova. Na primjer, djelovanjem slabe nuklearne sile gornji kvark (u) se može promijeniti u donji kvark (d), isto tako ali rjeđe može se promijeniti u strani (s) ili u dubinski kvark (b).

## Temeljno međudjelovanje
Temeljno međudjelovanje ili fundamentalna interakcija je međudjelovanje elementarnih čestica: gravitacijsko, elektromagnetsko, jako i slabo. Sva poznata međudjelovanja posljedica su tih 4 temeljnih međudjelovanja. Temeljna međudjelovanja međusobno se razlikuju po česticama na koje djeluju, jakosti, dosegu i česticama koje ih prenose. Jako međudjelovanje djeluje na kvarkove i gluone, slabo međudjelovanje na kvarkove i leptone, elektromagnetsko međudjelovanje na sve čestice nabijene električnim nabojem, a gravitacijsko međudjelovanje na sve čestice koje imaju masu. Gravitacijsko međudjelovanje između elementarnih čestica je iznimno slabo, slabo međudjelovanje je malo jače, elektromagnetsko još jače i jako je međudjelovanje najjače. Doseg elektromagnetskog i gravitacijskog međudjelovanja je beskonačan, a doseg jakog i slabog međudjelovanja je kratak, približno poput promjera atomske jezgre. Jako međudjelovanje prenose gluoni, elektromagnetsko fotoni, slabo W± i Z0 bozoni a gravitacijsko gravitoni (koji nisu pokusima potvrđeni).
| Međudjelovanje   | Trenutačna teorija                                    | Prijenosnici djelovanja | Relativna jakost(1) | Ovisnost o udaljenosti                         | Doseg djelovanja (m)    |
| ---------------- | ----------------------------------------------------- | ----------------------- | ------------------- | ---------------------------------------------- | ----------------------- |
| Jaka             | Kvantna kromodinamika (QCD)                           | gluoni                  | 1038                | {\displaystyle {\sim r}} (vidi napomenu)       | 10−15                   |
| Elektromagnetska | Kvantna elektrodinamika (QED)                         | fotoni                  | 1036                | {\displaystyle {\frac {1}{r^{2}}}}             | 10−18                   |
| Slaba            | Kvantna aromodinamika (QFD)                           | W i Z bozoni            | 1025                | {\displaystyle {\frac {e^{-m_{W,Z}r}}{r^{2}}}} | {\displaystyle \infty } |
| Gravitacijska    | Opća teorija relativnosti (GR, nije kvantna teorija.) | gravitoni               | 1                   | {\displaystyle {\frac {1}{r^{2}}}}             | {\displaystyle \infty } |

(1) približne veličine. Točne vrijednosti ovise o česticama i energiji.
Međudjelovanja elementarnih čestica danas su opisana standardnim modelom čestica, odnosno standardnom teorijom čestica i sila. Utemeljena su na umnošku grupa U(1)×SU(2)×SU(3). Svakoj od grupa u tom umnošku svojstven je određeni naboj, koji je izvor pridruženoga baždarnoga bozona, prijenosnika danoga temeljnoga međudjelovanja. Temeljna međudjelovanja prenosi dvanaest baždarnih bozona: foton, elektromagnetsko međudjelovanje, dva masivna W-bozona i neutralni Z-bozon slabo međudjelovanje, i osam gluona jako međudjelovanje kao što to opisuje kvantna kromodinamika (međudjelovanja kvarkova i gluona koji posjeduju jaki naboj nazvan bojom).
Jedan od glavnih ciljeva fizike elementarnih čestica je ujedinjenje temeljnih međudjelovanja. Do sada su u elektroslaboj teoriji ujedinjeni slabo i elektromagnetsko međudjelovanje u elektroslabo međudjelovanje.

### Elementarne čestice
Elementarna čestica ili temeljna čestica spada u podgrupu subatomskih čestica i odlikuje se najvećim stupnjem elementarnosti (temeljnosti). Temeljnost novootkrivenih subatomskih čestica ovisi o tom imaju li strukturu, mogu li se sastaviti od već postojećih čestica ili se mogu svesti na već poznate čestice. Prema standardnom modelu čestica smatra se da 12 temeljnih čestica izgrađuje svu tvar u svemiru: leptoni (elektron, mion, tauon i njima pripadajući neutrini) i kvarkovi. Prijenosnici međudjelovanja između čestica tvari su bozoni: fotoni, gluoni, W-bozoni, Z-bozoni i Higgsovi bozoni. 
Kvarkovi i leptoni raspoređeni u parove koji čine tri naraštaja (generacije ili obitelji): 
- elektron (e) i njegov neutrino νe te gornji (u) i donji (d) kvark;
- mion (μ) i njegov neutrino νμ te čarobni ili šarmantni (c) kvark i strani ili čudni (s) kvark;
- tauon (τ) i njegov neutrino ντ te dubinski (b) kvark ili kvark ljepote i vršni (t) kvark ili kvark istine.

Sva je tvar građena od lakih temeljnih čestica prvoga naraštaja, dok se teži kvarkovi pronalaze u sudarima u ubrzivačima čestica ili kozmičkom zračenju. Te čestice nose naboje koji su izvori temeljnih sila (fundamentalne interakcije) i u tom je glavno značenje njihove temeljnosti. Danas su te sile opisane standardnom teorijom čestica i sila.